# Lamproxyna titschacki
Lamproxyna titschacki är en tvåvingeart som beskrevs av Erich Martin Hering 1941. Lamproxyna titschacki ingår i släktet Lamproxyna och familjen borrflugor. Inga underarter finns listade i Catalogue of Life.